# Lago Hańcza
El lago Hańcza es un pequeño lago situado en Sudovia, en el voivodato de Podlaquia, Polonia. Posee un tamaño total de 311,4 hectáreas, con 4,5 km de largo y 1,2 km de ancho. Es el lago más profundo de Polonia, con una profundidad máxima de 108,5 metros.